# XQL
 (mars 2023).
Si vous disposez d'ouvrages ou d'articles de référence ou si vous connaissez des sites web de qualité traitant du thème abordé ici, merci de compléter l'article en donnant les références utiles à sa vérifiabilité et en les liant à la section « Notes et références ».
 (mars 2023).
XQL était un langage d'interrogation de données formatées en XML dont la sémantique est proche de celle de XQuery et de XPath. Soumis [Quand ?] au W3C par webMethods et Microsoft, XQL est resté au stade de proposition. L'objectif de XQL était de rester simple tout en offrant plus de possibilité que XPath.